# Bleu Brigitte
Bleu Brigitte épouse Agbré est une comédienne, scénariste et réalisatrice ivoirienne qui commence sa carrière dans le cinéma en janvier 1997,.

## Biographie
Originaire de la ville de Man (Ouest de la Côte d'Ivoire), Bleu Brigitte rejoint la capitale Abidjan à l'âge de 10 ans pour poursuivre ses études. Après l'obtention du baccalauréat, elle opte le septième art et décide de s'y former malgré l'avis contraire de sa famille. Dans le cinéma, Bleu Brigitte a rencontré des devanciers comme Lozo Blacky (Monteur à la RTI), N'Gouan Ano Steve (réalisateur de la série « Faut pas fâcher »), Adrienne Koutouan (comédienne), Djimi Danger (comédien), Marie-Louise Asseu (comédienne) qui l'ont influencé. Elle fait ses premiers pas dans le monde professionnel comme styliste modéliste à l'école Claman couture en 1996. Son entrée dans les arts cinématographiques se fait en Janvier 1997. Elle se découvre une passion pour l'écriture et suit une formation de 4 ans en scénario à l'Institut des sciences et techniques de la communication (actuel ISTC Polytechnique) pour devenir scénariste.
Depuis 2008, Bleu Brigitte est mariée à Sylvain Agbré, producteur de film,.
La popularité de Bleu Brigitte s'est accrue depuis les années 2020, notamment par son fils, le web influenceur Stéphane Agbré alias Apoutchou National et également ses interventions sur les réseaux sociaux.
Le 9 décembre 2021, Bleu Brigitte fait un malaise en pleine rue au carrefour la vie dans la commune de Cocody. Cet incident a alerté l'opinion publique sur la toile en Côte d'Ivoire. Elle se rétablit quelques jours plus tard,.

## Filmographie

### Actrice
Bleu Brigitte commence sa carrière d'actrice en janvier 1997 et connaît une ascension dans le milieu des arts, sur le petit écran dans la série ivoirienne «Faut pas fâcher», diffusée sur la Radiodiffusion télévision ivoirienne (RTI), dans le film «Un homme pour deux sœurs» réalisé par l'actrice Marie-Louise Asseu.
Elle joue dans plusieurs films, spectacles, comédies tels que Rasta de Samir Benchick, Bienvenue au Gondwana de Mamane, Top radio d'Alex Ogou.
On retrouve certains de ses rôles joués listés dans le tableau ci-dessous : 
| Année | Film                                           | Rôle joué              |
| ----- | ---------------------------------------------- | ---------------------- |
| 2008  | Ma famille d'Akissi Delta                      | Beti                   |
| 2008  | Un homme pour deux sœurs de Marie-Louise Asseu | Murielle               |
| 2007  | Au nom de l'Honneur                            | sergent Carine         |
| 2006  | Un homme pour deux sœurs de Marie-Louise Asseu | Murielle               |
| 2005  | Les bijoux du sergent Digbeu d'Alex Kouassi    | Yvonne épouse de Roche |
| 2005  | La colère des ex d'Alex Kouassi                | Yvonne                 |

### Réalisatrice
Bleu Brigitte en tant que réalisatrice a à son actif une gamme variée de réalisations allant de films (longs métrages, films institutionnels, sketchs pour sensibilisations, …), débuté avec le film Virus en 2007. On relève entre autres:   
- Virus 1
- Virus 2
- Les Larmes de l'amour

## Distinctions et récompenses
Tout au long de sa carrière Bleu Brigitte comptabilise de nombreux prix et distinctions. En outre elle a été nommée ambassadrice de la lutte contre le COVID-19 par le ministre de la Santé, de l'Hygiène publique et de la Couverture maladie universelle de Côte d'Ivoire, M. Pierre Dimba, en 2021,.
Certaines récompenses de Bleu Brigitte sont répertoriés dans le tableau suivant,, : 
| Concours/Compétition                       | Film                  | Prix/Distinctions          | Date de remise du prix |
| ------------------------------------------ | --------------------- | -------------------------- | ---------------------- |
| Les Bâtisseurs de la Côte d'Ivoire Moderne |                       | Prix BACIM                 | 2023                   |
| African Film Festival and Academy Award    | Les larmes de l'amour | Meilleur série TV          | 2019                   |
| African Film Festival and Academy Award    | Les larmes de l'amour | Meilleur scénario série TV | 2019                   |